# Tarhuntassa
Tarhuntassa fue una ciudad hitita cuya localización exacta se desconoce, pero que con toda seguridad estaba situada al sur de la capital tradicional, Hattusa. Alcanzó especial prominencia a partir del reinado de Muwatalli II (1295–1272 a. C.) que la convirtió en su capital.
Era una ciudad habitada principalmente por hablantes de la lengua luvita, siendo su nombre un homenaje a Tarhunt, dios de la tormenta. No existen referencias a la ciudad anteriores al reinado de Muwatalli II, que abandonó Hattusa para trasladar la capital a Tarhuntassa. Este cambió fue justificado por Muwatalli como el resultado de una orden divina, pero probablemente la verdadera razón fuera de índole estratégica: Hattusa estaba demasiado cerca de las tribus bárbaras de los kaskas, lo que obligaba a su continua defensa, mientras que Tarhuntassa se hallaba en un territorio firmemente controlado por los hititas, y, además, más cercano a Siria, donde era evidente que pronto estallaría la guerra con Egipto.
Aunque Urhi-Tesub, hijo de Muwatalli, volvió a convertir a Hattusa en la capital hitita, Tarhuntassa conservó la importancia recién adquirida, ya que pronto Urhi-Tesub fue despojado del trono por su tío, Hattusili III, que colocó a Kurunta, hermano de Urhi-Tesub, en el trono de esta ciudad. A partir de ahí, Tarhuntassa fue un foco de inestabilidad para el reino hitita: en tiempos de Tudhaliya IV, Kurunta parece haber dado un golpe de Estado fracasado, y el hijo de Tudhaliya, Suppiluliuma II tuvo que enviar tropas a Tarhuntassa para sofocar una rebelión.
Poco se sabe del destino de Tarhuntassa después de la caída del imperio hitita a manos de los pueblos del mar (aproximadamente 1200 a. C.).